# Менцзян
Менцзя́н (кит. 蒙疆) — держава, утворена японською військовою адміністрацією на окупованій території центральної частини Внутрішньої Монголії (провінції Чахар, Жехе та Суйюань) в ході японсько-китайської війни (1937–1945). Ліквідована внаслідок радянсько-японської війни, наслідком якої були розгром Квантунської армії та звільнення території Менцзяну радянськими та монгольськими військами. Столиця — Чжанцзякоу (Калган).

## Назва
Назва «Менцзян» з китайської перекладається як «монгольські прикордонні землі». У європейських мовах існує декілька варіантів передачі оригінальної назви держави — Mengjiang, Mengkiang, Meng t'ien, Mongkyo, Meng Chiang, Meng Kiang (іноді вживаються назви Mengkukuo та Mengguguo — за аналогією з назвою Маньчжурської держави — Маньчжоу-Го (Mǎnzhōuguó)). Це пов'язано з різницею у транслітераціях назв при перекладі різних оригінальних джерел, а також з їх мовними та діалектними відмінностями.
В період існування автономії застосовувалася назва «Об'єднаний Автономний Уряд Менцзяну» (кит. Mengjiang Lianhe Zizhi Zhengfu) або «Об'єднаний Автономний Уряд Монгольських Земель», хоча князь Де Ван Демчигдонров, який правив на території автономії, виступав проти використання такої назви, оскільки вона асоціювалася з панкитайськими ідеями та суперечила його прагненням до «державності».

## Історія

### Створення автономії

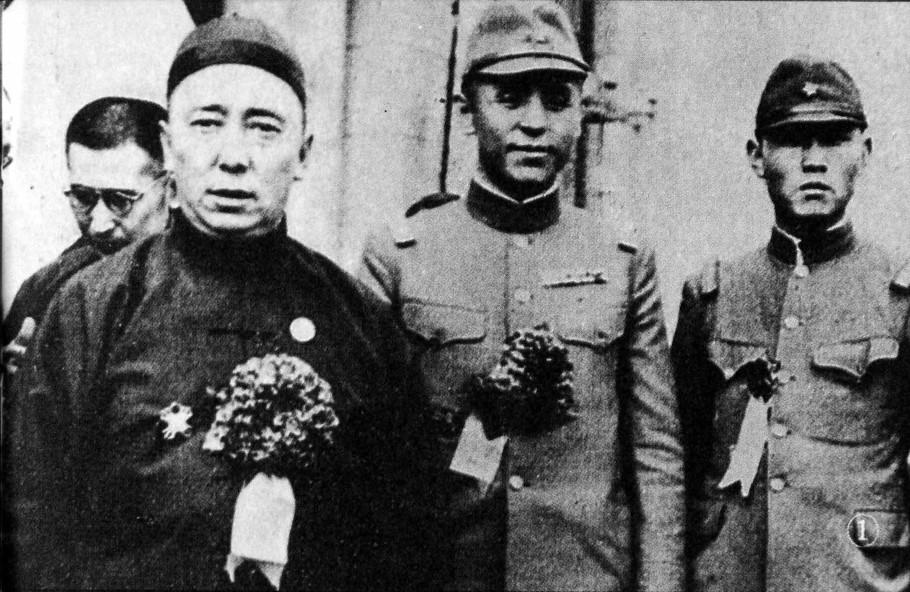
Князь Де Ван Демчигдонров (зліва)

У 1935-1936 японці спровокували на частині території Внутрішньої Монголії (яку контролювали з 1934) сепаратистські виступи місцевих феодалів. Перед цим, у квітні 1934, ослаблений Китай надав Внутрішній Монголії статус автономії, що також стало причиною пожвавлення сепаратистського руху. 22 грудня 1935 (за іншими даними — 27 травня 1936) монгольський князь Де Ван Демчигдонров, який обіймав посаду голови автономної Хебей-Чахарської Політичної ради, оголосив незалежність Внутрішньої Монголії. 12 травня 1936 у Цзябусу він разом з японською владою створив колабораціоністський Монгольський військовий уряд. 28 липня 1936 було прийнято перший державний прапор Менцзяну. В цей час під постійним управлінням князя Де Вана фактично знаходилася лише територія, що прилягала до Калгану та Хух-Хото, інші ж райони опинялися повз нормального контролю внаслідок змін ліній фронтів з військами Гоміньдану, комуністами та конкуруючими сепаратистськими угрупованнями.

### Занепад
4 серпня 1941 Менцзян отримав нову назву — Монгольська автономна федерація. Однак насправді держава ніколи не мала того ступеню свободи, який мали Маньчжурська держава або китайський уряд у Нанкіні, та для усього світу залишалася внутрішньою автономією Китаю. В такому стані Менцзян проіснував до моменту своєї ліквідації наприкінці Другої світової війни в ході операції «Серпнева буря», яку провели радянські війська й армія Монгольської Народної Республіки. 10 серпня 1945 на визволеній від японців та їх сателітів території Менцзяну була утворена Народна республіка Внутрішньої Монголії. Після громадянської війни колишні території Менцзяну увійшли до складу Китайської Народної Республіки, проголошеної у Пекіні 1 жовтня 1949. У грудні 1949 князь Де Ван емігрував до МНР, де у лютому 1950 був заарештований. У вересні 1950 екс-керівник Менцзяну був переданий владі КНР, після чого працював у музеї історії Внутрішньої Монголії до моменту своєї смерті у Хух-Хото. Колишню столицю — Калган — було вилучено зі складу автономії у 1950-х.

## Зовнішня політика
Голова Менцзяну Де Ван Демчигдонров у зовнішній політиці орієнтувався на Японію, виступав проти ідей панкитаїзму та схиляв японців до промонгольського вектора. 28 жовтня 1937 уряд автономного Менцзяну об'єднано з адміністраціями провінцій Південного Чахару та Північної Шеньсі, які мали такий самий статус, що й Менцзян, у «Об'єднаний комітет Менцзяну», але де-факто вони залишалися окремими адміністративними одиницями й навіть мали власну символіку. 22 листопада 1937 було проголошено «повну незалежність від Китаю». 8 грудня 1937 Де Ван підписав угоду про співробітництво та взаємодопомогу з Маньчжурською державою на правах голови держави, уряду та головнокомандувача національної армії. 1 вересня 1939 було створено Об'єднаний автономний уряд Менцзяну, що мав єдину валюту, банківську систему та державну символіку. Після створення китайського уряду Ван Цзінвея у Нанкіні Менцзян був формально перепідпорядкований йому, хоча де-факто автономія залишалася під контролем Маньчжоу-го — і, відповідно, Японської імперії: багато японських офіційних представників перед тим, як отримати свої повноваження на території Менцзяну, знаходилися в Маньчжурії.

## Економіка
Японська імперія була зацікавлена у видобутку мінеральних ресурсів у Внутрішній Монголії та інших новостворених колоніях. Однією з найважливіших галузей промисловості Менцзяну був видобуток урану. У 1941 запаси руди у Менцзяні за японськими оцінками становили 91 645 000 т. Значними були також запаси вугілля (особливо в провінції Суйюань), яке починаючи з 1934 вивозилося до Японії.
Японська влада створила на території автономії також окремий Банк Менцзяну, який з 1938 випускав власну валюту — юань. У 1938 Банк Менцзяну перший і єдиний раз створив власну монету — 5 цзяо. Міські жителі автономії платили стабільний податок на прибуток, який становив 32 %. Валюта Менцзяну підлягала обміну нарівні з валютою Маньчжурської держави, якій була підпорядкована автономія; в свою чергу, валюта Маньчжурії теоретично була прив'язана до японської єни.

## Населення
Населення Менцзяну в період японської окупації становило приблизно 5,5 млн чол., майже 80 % з них — етнічні ханьці.

## Збройні сили
У 1936 була організована Національна армія Менцзяну як особливий підрозділ Квантунської армії. Командний склад формувався здебільшого з корінних мешканців Внутрішньої Монголії та був підпорядкований японським офіцерам. Функціями армії Менцзяну були підтримка операцій Імператорської японської армії, її окупаційних сил у районах Північного Китаю та захист влади автономії, а також підтримка суспільної безпеки спільно з локальними поліцейськими підрозділами. В адміністративному плані армія Менцзяну поділялася на 8-9 кавалерійських дивізій, кожна з яких мала по 1500 бійців, дивізії, в свою чергу, складалися з трьох полків, у кожному з яких було по 500 бійців, також у їхньому складі був підрозділ кулеметників кількістю 120 бійців. У 1943 загальна чисельність армії Менцзяну досягла 10 тис. чол. На озброєнні солдати мали гвинтівки, пістолети типу «маузер», ручні та станкові кулемети, міномети й артилерійську зброю. Також армія автономії мала декілька трофейних танків та бронеавтомобілів, переданих японською армією.